# Avully
Avully ist eine politische Gemeinde des Kantons Genf in der Schweiz. Zu der Gemeinde gehören die Siedlungen Avully-Village, Épeisses, Eaumorte und Gennecy.

## Geschichte
Im Jahr 1220 wurde das Dorf als Avulie erwähnt. Die Gemeinde gehörte 1402 bis 1604 den Savoyern mit einem Unterbruch durch die bernische Herrschaft von 1536 bis 1567. König Heinrich IV. schenkte Avully 1604 den Genfern, doch das Burgunder Parlament lehnte dies ab. So blieb das Dorf bis zum Pariser Vertrag 1749 abhängig, ehe es an Genf gelangte.

## Bevölkerung
| Bevölkerungsentwicklung | Bevölkerungsentwicklung | Bevölkerungsentwicklung | Bevölkerungsentwicklung | Bevölkerungsentwicklung | Bevölkerungsentwicklung | Bevölkerungsentwicklung | Bevölkerungsentwicklung | Bevölkerungsentwicklung | Bevölkerungsentwicklung | Bevölkerungsentwicklung | Bevölkerungsentwicklung | Bevölkerungsentwicklung |
| ----------------------- | ----------------------- | ----------------------- | ----------------------- | ----------------------- | ----------------------- | ----------------------- | ----------------------- | ----------------------- | ----------------------- | ----------------------- | ----------------------- | ----------------------- |
| Jahr                    | 1850                    | 1900                    | 1950                    | 1960                    | 1970                    | 1990                    | 2000                    | 2010                    | 2012                    | 2014                    | 2015                    | 2017                    |
| Einwohner               | 305                     | 368                     | 307                     | 469                     | 1041                    | 1782                    | 1736                    | 1740                    | 1771                    | 1775                    | 1771                    | 1769                    |

## Sehenswürdigkeiten

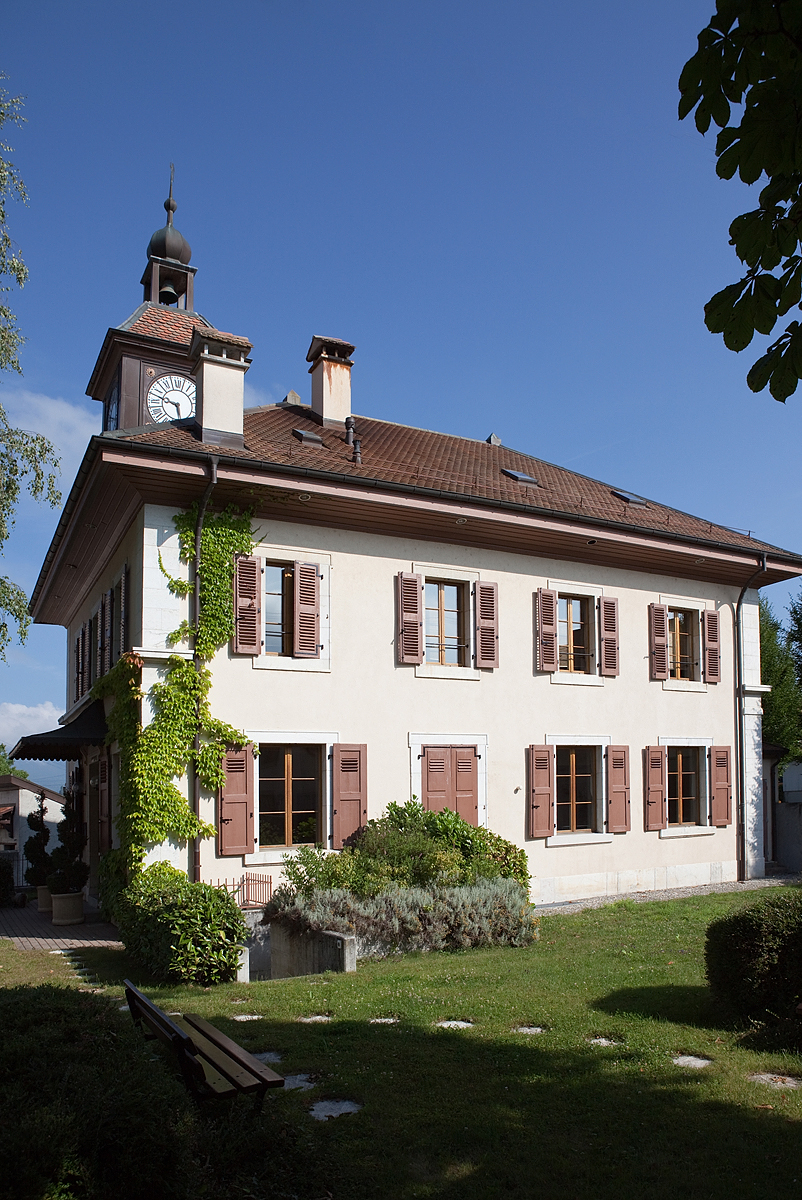
Gemeindehaus
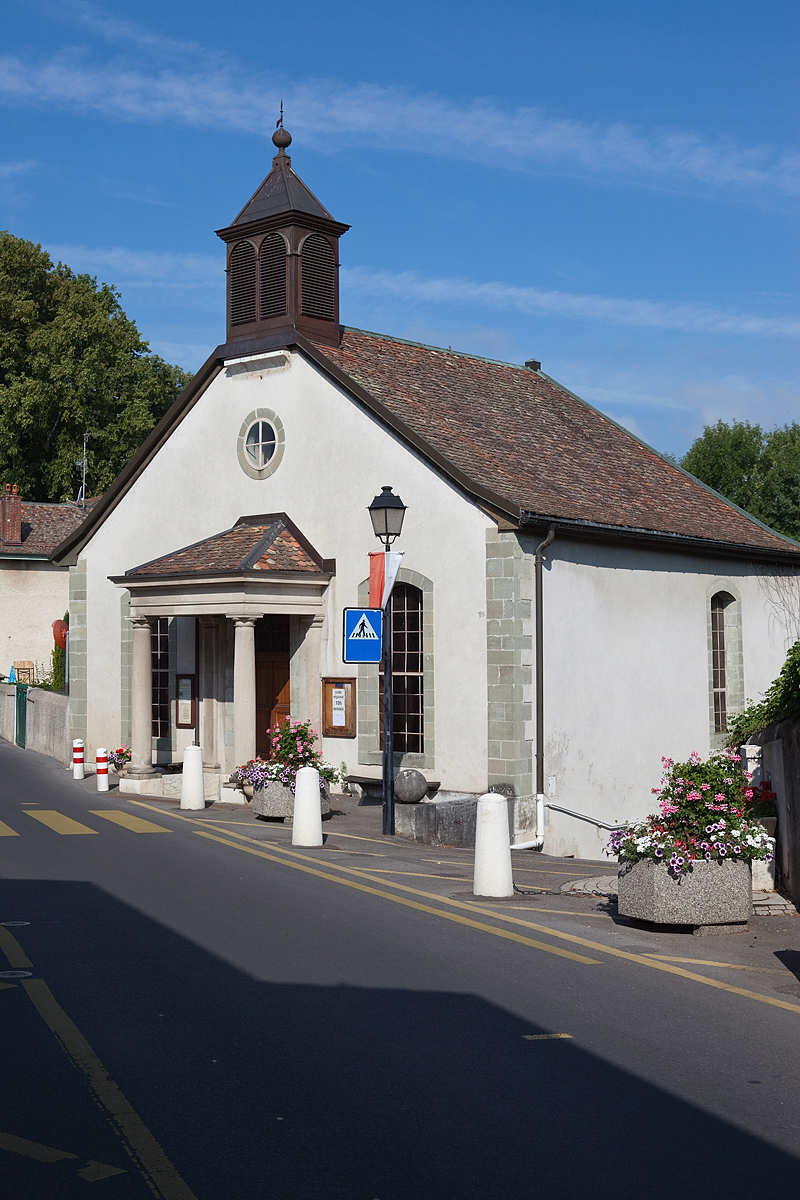
Protestantische Kirche

## Persönlichkeiten
- Jules Breitenstein (1873–1936), evangelischer Geistlicher und Hochschullehrer an der Universität Genf